# Національний архів Португалії

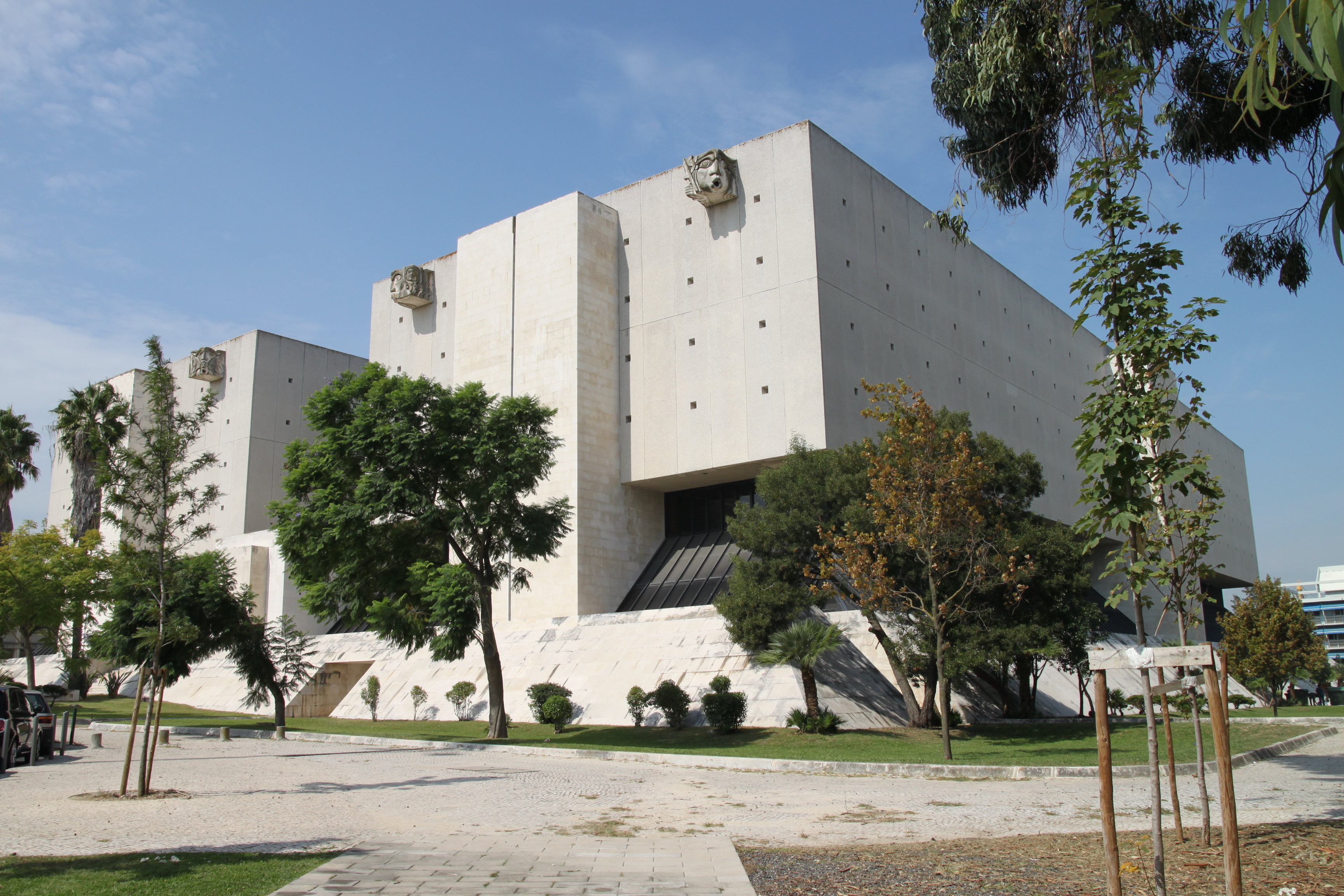
Будівля Національного архіву Португалії

Націона́льний архі́в Португа́лії (порт. Arquivo Nacional), або Націо́нальний архі́в «Torre do Tombo» (порт. Arquivo Nacional Torre do Tombo, ANTT) — державний архів Португалії. Розташований у столиці Лісабоні. Один із найстаріших інститутів держави, має понад 600-річну історію. Підпорядковується Міністерству культури Португалії; складова Генерального директорату книг, архівів і бібліотек. Заснований близько 1378 року за правління короля Фердинанда І як королівський архів у башті Томе (порт. Torre do Tombo) замку святого Юрія на півночі Лісабону. Зберігав важливі державні й міждержавні документи, ділову документація, довідники тощо. Очолювався Старшим стражником архіву. Станом на 1696 рік нараховував понад 90 тисяч документів. Ледь не загинув під час Лісабонського землетрусу 1755 року. Врятований зусиллями старшого стражника Мануеля да Майї, який переніс його до Палацу святого Бенедикта (сучасний будинок Парламенту Португалії). 1990 року переїхав до нового приміщення архіву. Зберігає цінні документи португальської історії, зокрема колекцію Corpo Cronológico — звіти про португальські експедиції до Африки, Азії, Латинської Америки (пам'ятка ЮНЕСКО). Найстаріший документ датується 882 роком. У 1996—2006 роках називався Інститут національних архівів (порт. Instituto dos Arquivos Nacionais). 2006 перейменований на Національний архів «Torre do Tombo». Скорочена назва — Torre do Tombo.

## Цінні документи
- 1297: Альканісеський договір — португальсько-кастильська угода про міждержавний кордон.
- 1494: Тордесільяський договір — португальсько-іспанський договір про поділ нововідкритих земель.
- 1509: Livro do Armeiro-Mor — найстаріший португальський гербовник.
- 1536—1821: Архів Португальської інквізиції
- 1675: Thesouro de Nobreza — португальський гербовник.

## Голови
- 1548—1571: Даміан де Гойш